# Josep Calveras Santacana
Josep Calveras Santacana (Vilafranca del Penedès, el 15 d'abril de 1890 - Sant Cugat del Vallès, el 8 de desembre de 1964) fou un lingüista, filòleg i teòleg, jesuïta.

## Vida i obra
Abans de la guerra civil espanyola enllestí una tasca com a filòleg important i controvertida. Cal destacar-ne La reconstrucció del llenguatge literari català (1928) i Consultes de llenguatge (1933), a més de diversos articles publicats a l'anuari de l'Oficina Romànica de Lingüística i Literatura, de la qual fou secretari del 1927 al 1936. Pel que fa a l'obra religiosa, se centrà en l'estudi dels Exercicis espirituals de sant Ignasi: els traduí per primera i única vegada al català i, després de la guerra, en publicà diversos treballs d'erudició (alguns a la revista Manresa, de la qual fou director), fins a establir-ne l'edició crítica, apareguda pòstumament el 1969. En la versió catalana optà per algunes solucions lingüístiques no normatives, d'acord amb el seu concepte de llengua literària i de traducció, segons el qual havia maldat per “acostar-nos lo més possible al sentit i a la lletra de l'original”. El 1958 va traslladar al castellà l'encíclica de Pius XII.